# Radosav Petrović
Radosav Petrović, född 8 mars 1989 i Ub, Jugoslavien, är en serbisk fotbollsspelare som sedan 2019 spelar för Almería. Han har tidigare även representerat Serbiens landslag.

## Karriär

### Klubblag
Radosav Petrović startade sin karriär i hemstadens Jedinstvo Ub innan han gick till Radnički Obrenovac 2007 och vidare därifrån till storklubben Partizan Belgrad. Han gjorde sin debut i en kvalmatch till Champions League mot Inter Baku 6 augusti 2008. Han gjorde sitt första mål för klubben när Partizan vann Serbiska cupen med 3-0 i finalen mot Sevojno. Han var även med om att vinna Serbiska superligan under sitt första år i klubben.
Under säsongen 2009/10 vann Partizan återigen ligan och Petrović gjorde 7 mål på 24 matcher. Han avgjorde bland annat derbyt mot Röda Stjärnan med sitt 1-0 mål. Han kom även med i årets lag i Serbiska Superligan, något han även belönades med säsongen efter.
9 augusti 2011 skrev Petrović på för engelska Blackburn Rovers. Han gjorde bara 19 ligamatcher för klubben och lämnade för Gençlerbirliği i augusti 2012. I Turkiet stannade Petrović i tre säsonger och klubben slutade som bäst nia i Süper Lig.
I maj 2015 skrev han på ett 5-årskontrakt med de ukrainska mästarna Dynamo Kiev.

### Landslag
Petrović gjorde sin debut för Serbiens landslag mot Sydafrika 12 augusti 2009 och kom med i truppen till VM 2010. Totalt har han gjort över 40 landskamper för Serbien.

## Meriter
Partizan Belgrad
- Serbiska superligan: 2009, 2010, 2011
- Serbiska cupen: 2009, 2011